# Leon Malhomme
Leon Malhomme de la Roche (ur. 23 grudnia 1880?/4 stycznia 1881 w Petersburgu, zm. wiosną 1940 w Katyniu) – polski urzędnik konsularny, dyplomata i polityk okresu międzywojennego, ofiara zbrodni katyńskiej.

## Życiorys
Pochodził z rodziny polskich zesłańców, wcześniej arystokratycznej francuskiej rodziny Malhomme de la Roche, która pod koniec XVIII w. osiadła w Rzeczypospolitej. Syn Mikołaja i Julii z Orłowskich. Brat Henryka Malhomme. Ukończył gimnazjum w Petersburgu, po czym studiował na uniwersytetach w Petersburgu i Dorpacie. Był członkiem Konwentu Polonia. Po uzyskaniu przez Polskę niepodległości w listopadzie 1918 sprawował funkcje w departamencie konsularnym MSZ (1918–1928), m.in. nacz. wydziału administracyjno-paszportowego (1927). W latach 1922–1928 był stałym delegatem na konferencję międzynarodową poświęconą uchodźcom z Rosji. W 1925 stanął na czele polskiej delegacji w komisji mieszanej ds. likwidacji zatargów granicznych z ZSRR. W 1928 objął placówkę konsularną w Bytomiu, zostając zastępcą konsula generalnego/p.o. kier. urzędu a od 1929 konsulem generalnym. Po przeniesieniu konsulatu do Opola w lipcu 1931 kontynuował swą pracę w stolicy niemieckiej części Górnego Śląska. 1 stycznia 1933 objął funkcję radcy ambasady polskiej w Paryżu ds. wychodźstwa. 1 lutego 1934 stanął na czele placówki konsularnej w Morawskiej Ostrawie jako konsul generalny, zastępując w tej funkcji Karola Ripę. Zasłynął jako osoba organizująca opozycję wobec państwa czechosłowackiego wśród mniejszości polskiej na Śląsku Cieszyńskim i Opawskim (m.in. w kontekście obchodów 15. rocznicy zajęcia Śląska przez wojska czeskie). Na skutek żądań czeskich został wydalony z placówki. 16 maja 1935 objął urząd wicewojewody śląskiego, który sprawował do wybuchu II wojny światowej.
W październiku 1938 sprawował władzę cywilną (urząd Delegata Wojewody Śląskiego przy Dowództwie Samodzielnej Grupy Operacyjnej „Śląsk”) na Śląsku Cieszyńskim w okresie po jego zajęciu przez wojsko polskie, a przed jego formalną inkorporacją do Polski. Wydawał rozporządzenia publikowane w osobnym Dzienniku Urzędowym.
Obwieszczenie Leona Malhomme z 10 października 1938:

„W związku z masowym powrotem na Śląsk za Olzą osób, które w liczbie kilkudziesięciu tysięcy z powodu swej narodowości polskiej zmuszone były opuścić tę swoją ziemię ojczystą w latach 1919–38 i przenieść się za granicę do Polski, zachodzi konieczność sprawnego uregulowania obecnie emigracji osób narodowości czeskiej do Czechosłowacji. Podaję zatem do wiadomości, że celem przyspieszenia formalności, związanych z wyjazdem do Czechosłowacji tych osób, odpowiednie przepustki będą wydawane bezpośrednio przez komisariaty policji w gminach miejskich i posterunki w gminach wiejskich. Jest pożądanym, aby zainteresowani zaopatrzyli się w przepustki do dnia 1 listopada br. i w spokoju opuścili teren Państwa Polskiego” – Szacuje się, że w ciągu kilku miesięcy, z własnej woli, ale również pod przymusem, Śląsk Cieszyński opuściło ok. 30 000 Czechów i 5 000 Niemców.

Aresztowany przez NKWD 23 września 1939, wywieziony do ZSRR (Mołodeczno, Mińsk, Starobielsk, Kozielsk) i zamordowany w Katyniu.

## Ordery i odznaczenia
- Krzyż Komandorski Orderu Odrodzenia Polski (1938)[6]
- Krzyż Oficerski Orderu Odrodzenia Polski (2 maja 1923)[7][8][9]
- Medal Dziesięciolecia Odzyskanej Niepodległości
- Wielki Oficer Orderu św. Sawy (Jugosławia)[7][7]
- Komandor Orderu Gwiazdy (Rumunia)[7]
- Komandor Orderu Trzech Gwiazd (Łotwa)[7]
- Oficer Orderu Legii Honorowej (Francja)[7]